# Hymenaster platyacanthus
Hymenaster platyacanthus is een zeester uit de familie Pterasteridae.
De wetenschappelijke naam van de soort werd in 1905 gepubliceerd door Hubert Ludwig.